# POW! Entertainment
POW! Entertainment, POW signifiant Purveyors of Wonder est une société américaine de production de contenu de loisirs fondée en 2001 par Gill Champion, Arthur Lieberman et Stan Lee, ancien éditeur de Marvel Comics.
La société est spécialisée dans la production de contenu dérivé de l'univers des comics créé par Stan Lee à la fois pour la télévision et le cinéma. Certaines productions sont aussi dans le monde du jeu vidéo.

## Historique
En 1998, Stan Lee fonde une entreprise nommée Stan Lee Media mais dès décembre 2000, elle se place sous la protection de l'article 11 de la loi américaine sur les faillites. 
En novembre 2001, Stan Lee fonde une nouvelle société POW! Entertainment.
Stan Lee Media reste une entité vide jusqu'en 2006 quand elle est mise en banqueroute, toutefois à partir de 2007 elle entame plusieurs actions juridiques dont une contre Marvel Entertainment en mars 2007[pourquoi ?].
Le 3 avril 2008, Disney et POW! Entertainment signent un contrat pour la production de trois films, Nick Ratchet, Blaze et Tigress.
Le 1er janvier 2010, avec le rachat de Marvel Entertainment, Disney accroît son partenariat avec POW! Entertainment, le studio de Stan Lee et investit 2,5 millions de dollars dans le capital soit 10 %.
Le 1er novembre 2013, Disney Publishing Worldwide et POW! Entertainment annoncent une série basée sur le zodiaque chinois écrite par Stan Lee et Stuart Moore illustrée par Andie Tong.

## Productions
- 2016-2018 : Lucky Man (Stan Lee's Lucky Man) (série TV)